# Cruzados
Los cruzados eran guerreros cristianos,  inicialmente de Europa Occidental, que participaron en alguna de las cruzadas en la Edad Media. El nombre deriva de la costumbre de coser o pintar una cruz en sus ropas (de ahí la expresión «tomar la cruz», que indicaba a aquellas personas que partían para participar en las cruzadas).
El término «cruzado» no empezó a usarse ampliamente hasta el siglo XV, pues anteriormente se consideraba a estos caballeros como peregrinos armados.

## Contexto histórico
La tolerancia, el comercio y las relaciones políticas existentes entre árabes y los reinos cristianos europeos florecieron hasta que en 1072 los fatimíes perdieron el control de Palestina ante el avance del Imperio selyúcida, un imperio musulmán suní túrquico-persa.
En 1095 se celebró el Concilio de Clermont, en el que el papa Urbano II hizo un llamamiento a los cristianos para liberar a Jerusalén.
En el canon 9 del mismo otorga plenas indulgencias de sus pecados:

A quien emprenda el viaje a Jerusalén con la finalidad de liberar a la iglesia de Dios, siempre que lo haga por piedad y no por ganar honor o riquezas, este viaje se le contará como penitencia completa.

Este es el comienzo de la Primera Cruzada (1096-1099).
La marcha a Tierra Santa constituía una manera de superar las restricciones en las herencias, en un momento en el que la búsqueda de la paz en sus países de origen y una leyes de vasallaje más estrictas limitaban las oportunidades de algunos nobles. Las cruzadas difundieron el espíritu feudal y los preceptos cristianos (el caballero cruzado estaba al servicio de Cristo y de su Iglesia como vasallo).
El I Concilio de Letrán, en 1123, da estatus legal a las cruzadas: le otorga indulgencias, así como protección de sus familias y bienes, incurriendo en excomunión a aquellos que les molestasen, así como para aquellos que abandonasen en voto de cruzado.
Las cruzadas no solo se emitieron para combatir en Tierra Santa, sino que también se emitieron contra los musulmanes en la Reconquista en España, o contra los cátaros en el sur de Francia.